# جورج لويس غيليسبي جونيور
جورج لويس غيليسبي جونيور (بالإنجليزية: George Lewis Gillespie, Jr.)‏ هو عسكري أمريكي، ولد في 7 أكتوبر 1841 في كينغستون في الولايات المتحدة، وتوفي في 27 سبتمبر 1913 في ساراتوغا سبرينغس في الولايات المتحدة.